# بهتر نیست
 «بهتر نیست» (به انگلیسی: No Better) ترانه‌ای از خواننده نیوزیلندی لرد است که از نسخه چند آهنگه اولین آلبوم استودیویی‌اش قهرمان محض (۲۰۱۳) گرفته شده‌است. این ترانه در تاریخ ۱۳ دسامبر ۲۰۱۳ به عنوان ابزار تبلیغاتی برای این آلبوم توسط گروه موسیقی یونیورسال منتشر شد. «بهتر نیست» نوعی الکتروپاپ و تریپ هاپ با عناصر هیپ هاپ است که در آن لرد دربارهٔ شیفتگی بحث می‌کند. منتقدان موسیقی ابراز داشتند که این ترانه دارای سبک موسیقی مشابه با آهنگهای قهرمان محض است.

## فهرست ترانه
- بارگیری دیجیتال[۱]

1. «بهتر نیست» - ۲:۵۰
2. «سلطنتی‌ها» (موزیک ویدئو) - ۴:۰۳